# صاریغ دم‌کوتاه امیلی
صاریغ دم‌کوتاه امیلی (نام علمی: Monodelphis emiliae) نام یک گونه از سرده تک‌زهدان‌ها است.